# Природно-заповедный фонд Черниговщины
Природно-заповедный фонд Черниговщины — комплекс объектов природно-заповедного фонда, расположенных на территории Черниговщины. Главная цель — охрана земель для сохранения уникальных и типичных природных ландшафтов, сокращения темпов потери биоразнообразия. Общая площадь — 253.4 тыс. га. По количеству заповедных объектов регион занимает лидирующее положение. 
За 2000-е года главным достижением развития заповедного дела на Черниговщине стало создание двух важных природоохранных учреждений — национальных парков: Ичнянского (2004) и Мезинского (2006). ПЗФ Черниговщины насчитывает 656 объектов общей площадью 253.4 тыс. га, что составляет 7.6% площади области (что выше среднего по Украине — 5.1%). 
В 2010 году созданы новые заказники местного значения: ботанический «Кулишевые луга» (Варвинский р-н) и ихтиологический «Лесконоги» (Новгород-Северский р-н).
Были проведены работы по разработке проекта создания национального природного парка «Днепровско-Деснянское междуречье» с установленной площадью 64 150.1 га, из них с извлечением и предоставлением парку в постоянное пользование 9 133.7 га. Начаты работы по получению соглашений на создание парка. 

## Классификация
Категории объектов ПЗФ:
- два национальных парка (оба общегосударственного значения)
- один ландшафтный парк (Межреченский региональный ландшафтный парк)
- 443 заказник (в т.ч. 10 общегосударственного значения)
  - ботанические 80 (в т.ч. один вошедших в Мезинский НПП)
  - гидрологические 303
  - ихтиологический 2
  - ландшафтные 25 (в т.ч. 6 вошедших в Мезинский НПП)
  - лесные 29
  - общезоологический 1
  - орнитологические 3
  - энтомологические 2
- 137 памятников природы (в т.ч. 7 общегосударственного значения)
  - ботанические 71
  - гидрологические 28
  - геологические 3
  - зоологические 4
  - комплексный 1
- 19 парков-памятников садово-паркового искусства (в т.ч. два общегосударственного значения: Качановский и Сокиринский)
- 52 заповедных урочища
- один зоологический парк (Менский общегосударственного значения)
- два дендрологических парка (в т.ч. один общегосударственного значения) (Тростянецкий и Прилукский)

ПЗФ Черниговщины характеризуются большим количеством объектов небольшой площади: более половины объектов имеют площадь до 100 га. Большая часть создана для охраны гидрологических объектов: рек, болот, озёр, источников. На втором месте находятся ботанические (150 объектов), лесные (29) и ландшафтные (25). На территории Прилукского района расположено 4 заказника, площадью свыше 1 000 га.

## Крупнейшие объекты ПЗФ
площадью свыше 500 га
- Межреченский РЛП 102 472.95
- Мезинский НПП 31 035.2
- Ичнянский НПП 9 665.8
- Снов, гидр. 7 486
- Жукляно-Киестерская дача, гидр. 3 554
- Радомская дача, ур. 2 317.6
- Гнездищанская дача, ур. 2 288.8
- Дорогинский, гидр. 1 880
- Кобыжчанская дача, бот. 1 684
- Макошинский, ланд. 1 533
- Заездовской, гидр. 1 450
- Деминка, ланд. 1 431
- Буниловское, гидр. 1 370.9
- Гетманщина-Свидок, гидр. 1 303
- «Бондаревское болото», гидр. 1 299
- Янцево-Козаровщина, гидр. 1 283
- Борисоглебское, ур. 1 132
- Стольненское, ур. 1 072.6
- Удайцовский, гидр. 1 040
- Обычевский, гидр. 1 038
- Кусиевская дача, бот. 1 002
- Вьюнище, ур. 990
- Сорокошицкий лесной массив, ланд. 931
- Свидовецкий, гидр. 893
- Густинский, гидр. 873.9
- Лозовое, бот. 857
- Ведильцевское, бот. 796
- Горицкий, ланд. 796
- Рыхлевская дача, ланд. (часть Мезинского НПП) 789
- Жайворонок, гидр. 772
- Урочище «Тваны», бот. зак. 767
- Антоновский, гидр. 744
- Дубравка, бот. 742
- Кистерская дача, ур. 708
- Ревуновское, бот. 705
- Вольница, гидр. 693
- Вишенская дача, лес. 678
- Вершины, бот. 661
- Дегтяри-Вырвин, гидр. 653
- Куты, лес. 649
- Калачевская дача, гидр. 646
- Руднянское, бот. 645
- Кобыжчанская дача-2, ланд. 610
- Малиевое, бот. 608
- Софиевка-Романовщина, лес. 603
- Поливщина, гидр. 577
- Чамаровое, ур. 572.6
- Бурковщина, бот. 566
- Украинско-Берёзовский, гидр. 560
- Туркеневка, гидр. 550
- Спасский, ланд. 543
- Шестовицкий, ланд. 542
- Юрковщина, бот. 536
- Поливщина, гидр. 535
- Каморетский, общезоолог. 515
- Болото Мох, гидр. 515
- Горишне, бот. 500